# ذا ستروكس
ذا ستروكس (بالإنجليزية: The Strokes)‏ هي فرقة روك موسيقية من الولايات المتحدة نيويورك، والفرقة مكونة من خمسة أعضاء هم جوليان كازابلانكاس, نك فالنسي، فاب مورتي، نيكولاي فريتشر وألبرت هاموند جونيور. ومنذ إصدارهم لألبومهم الأول IS THIS IT في 2001 والفرقة لاقت إعجاباً شديداً من النقاد. ومنذ ذلك الحين وذا ستروكس لديها قواعد جماهيرية في نيو يورك ومدن أخرى في الولايات المتحدة الأمريكية، بريطانيا، اليابان، أيرلندا، الأرجنتين، فرنسا، البرازيل، وأستراليا. أصدرت ذا ستروكس 6 ألبومات وباعت ألبوماتهم أكثر من 5 ملايين نسخة. ذا ستروكس واحدة من الفرق الكثيرة التي اشتهرت في بداية القرن 21. وكان لهم دور بارز في جعل موسيقى الروك تشتهر من جديد.

## الألبومات
- 1- Is This It
- 2- Room On Fire
- 3-First Impressions of Earth
- 4-Angles
- 5-Comedown Machine
- 6-The new abnormal

## روابط خارجية
- ذا ستروكس على موقع IMDb (الإنجليزية)
- ذا ستروكس على موقع الموسوعة البريطانية (الإنجليزية)
- ذا ستروكس على موقع ميوزك برينز (الإنجليزية)
- ذا ستروكس على موقع رولينغ ستون (الإنجليزية)
- ذا ستروكس على موقع رولينغ ستون (الإنجليزية)
- ذا ستروكس على موقع أول ميوزيك (الإنجليزية)
- ذا ستروكس على موقع ديسكوغز (الإنجليزية)